# Jussinsaari (ö i Norra Savolax, Kuopio)
Jussinsaari är en ö i Finland. Den ligger i sjön Kallavesi och i kommunen Kuopio i den ekonomiska regionen  Kuopio ekonomiska region  och landskapet Norra Savolax, i den centrala delen av landet, 300 km nordost om huvudstaden Helsingfors. Öns area är 2,3 hektar och dess största längd är 350 meter i sydöst-nordvästlig riktning.